# Штыхно, Олег Фёдорович
Олег Фёдорович Штыхно (род. 12 марта 1961 года, Новосибирск, РСФСР, СССР) — советский и российский художник, член-корреспондент Российской академии художеств (2009).

## Биография
Родился 12 марта 1961 года в Новосибирске, живёт и работает в Москве.
В 1977 году окончил детскую художественную школу №1 в г. Омске.
В 1984 году — окончил Московское художественное училище памяти 1905 года.
С 1985 по 1986 годы — работал в Художественно-производственных мастерских Большого театра и Кремлёвского Дворца съездов, участвовал в оформлении спектаклей «Жизель», «Анюта», «Золотой петушок», «Тимур и его команда».
В 1992 году — окончил Московский художественный институт имени В. И. Сурикова, мастерская портрета И. С. Глазунова, затем — мастерская Т. Т. Салахова, Л. В. Шепелева.
С 1993 года — профессор, заведующий кафедрой рисунка Российской академии живописи, ваяния и зодчества Ильи Глазунова.
С 1995 года — член Международной Федерации художников при ЮНЕСКО, с 1999 года — член Международного художественного фонда.
Доцент (2002 г.)
В 2009 году — избран членом-корреспондентом Российской академии художеств от Отделения живописи.

## Творческая деятельность
Основные произведения
- станковые: Изборская долина. 1989, Х. м. 138х200, частное собрание, Испания; Осень. Из серии «Времена года», 1991, Х. м. 120х90, частное собрание, США; Оплакивание. 1992. Х. акрил. 240х300, собственность автора; Распятие. 1996, Х. м. 285х220, собственность автора; Жертвоприношение. 1994, Х. м. 120х270, собственность автора; Анна Павлова. 1995, Х. акрил. 170х200, собственность автора; Николай Цискаридзе. 2019, Х. акрил. 180х195, собственность автора;
- монументальные:
  - в составе творческой группы под руководством И. С. Глазунова, или совместно с Глазуновым в качестве руководителя творческой группы выполнил ряд проектов: реконструкция портретов Александра Невского для Александровского зала, панорамных пейзажей для Петровского зала Большого Кремлёвского Дворца (Москва, 1999 г.); роспись храма Успения Пресвятой Богородицы в г. Верхняя Пышма под Екатеринбургом (2001—2002 г.); создание иконостаса храма в честь иконы "Божией матери «Державной» (Урочище «Ганина Яма», Свердловская область, 2005 гг.); создание иконостаса храма Преподобного Амвросия Оптинского (Кировград, 2006 г.); восстановление иконостаса церкви Марфы и Марии и иконостаса часовни Марфо-Мариинской обители (Москва, 2008 г.); роспись интерьеров дворца царя Алексея Михайловича в Государственном музее-заповеднике Коломенское (Москва, 2010 г.); роспись храма святого Александра Невского в г. Верхняя Пышма (Свердловская область, 2011 г.); эскизы и роспись «Дома-музея „Московская усадьба“ Ильи Глазунова» (Москва, 2011—2013 г.).
  - руководил творческой группой по росписи интерьера и созданию иконостаса церкви Святой мученицы Иулии Анкирской, исполнил архитектурный проект звонницы, церковной ограды и ворот (Лопотово, Московская область, 2004—2006 гг.); выполнил эскизы художественного оформления экстерьера, росписи и иконостаса храма Спиридона Тримифунтского Николо-Сольбенского женского монастыря (Ярославская область, 2011—2014 г.); в составе творческой группы участвовал в росписях храма Живоначальной Троицы на Воробьёвых горах (Москва, 2018—2020 г.)

С 1987 года — участник выставок, в 1994 году — прошла персональная выставка в Культурном центре «Россия».
Произведения находятся в собрании Музея Сергея Есенина (Ташкент, Узбекистан), частных собраниях в России и за рубежом.

## Награды
- Медаль «В память 850-летия Москвы» (1997)
- Почётная грамота Министерства культуры Российской Федерации (2011) — за большой вклад в развитие культуры
- лауреат XIV Международного фестиваля изобразительного искусства «Москва — город мира» (2016), диплом I степени в номинации живопись